# Isabela (tỉnh)
Isabela là tỉnh lớn thứ hai ở Philiipines, sau Palawan. Tỉnh nằm ở vùng Thung lũng Cagayan ở Luzon. Thủ phủ là Ilagan. Tỉnh giáp với tỉnh Cagayan về phía bắc; các tỉnh Kalinga, Tỉnh Núi, Ifugao về phía tây; các tỉnh Nueva Vizcaya. Quirino. Aurora về phía nam còn phía đông là Thái Bình Dương. Ngành nông nghiệp chính là lúa gạo và ngô, tỉnh là vựa thóc của Luzon.

## Địa lý
Tỉnh Isabela có tổng diện tích là 10.655 km², chiếm 40% diện tích của Vùng Thung lũng Cagayan. Đây là tỉnh lớn nhất tại Luzon và đứng thứ hai toàn quốc.

## Lịch sử
Cho đến năm 1856, chỉ có hai tỉnh trong vùng Thung lũng Cagayan là Cagayan và Nueva Vizcaya. Tuy nhiên, để tạo sự thuận tiện cho việc truyền bá đạo Thiên Chúa, một sắc lệnh hoàng gia đã được ban hành, theo đó, thiết lập tỉnh Isabela theo tên của Nữ vương Isabel II của Tây Ban Nha.
Năm 1995, một dự luật được đưa ra nhằm chia đôi tỉnh thành: Isabela del Norte và Isabela del Sur. Tuy nhiên, dự luật đã bị bác bỏ trong cuộc trưng cầu dân ý cùng năm với đại đa số phiếu phản đối chia tách.

## Nhân khẩu
Isabela là tỉnh đông dân nhất trong năm tỉnh ở vùng Thung lũng Cagayan (Vùng II). Dân số của tỉnh là 1.401.495 người, chiếm 45,93% trong tổng số dân của vùng. Ở cấp độ toàn quốc, tỉnh chiếm 1,58% trong tổng số 88,57 triệu dân. Có 254,928 hộ gia đình trong tỉnh
Chỉ số giới tính ở Isabela là 105 với 660.627 nam và 626.948 nữ theo Điều tra về Dân số và Nhà ở năm 2000. Chỉ số này cao hơn ở các nhóm tuổi dưới 50. Người Ilocos là nhóm cư dân chính trong tỉnh với 68,71%, tiếp đến là người Ibanag (14,05%) và người Tagalog (10,02%). Còn lại 7,22% là người Gaddang, Paranan, Yogad và các nhóm sắc tộc khác.

## Hành chính

#### Thành phố
| Thành phố | Thành phố loại | Số quận | Dân số (2007) | Diện tích (km²) |
| --------- | -------------- | ------- | ------------- | --------------- |
| Cauayan   | 3              | 3       | 114.254       | 336,40          |
| Santiago  | 1              | 4       | 126.244       | 275,0           |

#### Đô thị tự trị
| Đô thị tự trị             | Loại      | Số quận | Dân số (2007) | Diện tích (km²) |
| ------------------------- | --------- | ------- | ------------- | --------------- |
| Alicia                    | 2         | 3       | 61.447        | 154,10          |
| Angadanan                 | 3         | 3       | 39.743        | 204,40          |
| Aurora                    | 1         | 2       | 31.547        | 300,56          |
| Benito Soliven            | 4 Class   | 2       | 25.151        | 184,40          |
| Burgos                    | 5         | 2       | 21.898        | 73,10           |
| Cabagan                   | 2         | 1st     | 43.562        | 430,40          |
| Cabatuan                  | 4         | 3       | 34.079        | 80,77           |
| Cordon                    | 3rd Class | 4th     | 38.139        | 144,00          |
| Delfin Albano (Magsaysay) | 4         | 4       | 24.899        | 189,00          |
| Dinapigue                 | 3         | 1       | 4.807         | 873,69          |
| Divilican                 | 1         | 4       | 4.602         | 889,49          |
| Echague                   | 1         | 2       | 67.553        | 680,80          |
| Gamu                      | 4         | 2       | 27.479        | 129,40          |
| Ilagan                    | 1         | 1       | 131.243       | 1.166,26        |
| Jones                     | 1         | 3       | 41.237        | 670,14          |
| Luna                      | 4         | 1       | 15.884        | 45,70           |
| Maconacon                 | 4         | 1       | 3.991         | 538,66          |
| Mallig                    | 4         | 2       | 27.245        | 133,40          |
| Naguilian                 | 4         | 2       | 27.977        | 169,81          |
| Palanan                   | 2         | 1       | 16.254        | 880,24          |
| Quezon                    | 4         | 2       | 22.050        | 268,26          |
| Quirino                   | 4         | 2       | 21.192        | 126,20          |
| Ramon                     | 3         | 4       | 45.258        | 135,17          |
| Reina Mercedes            | 5         | 3       | 21.874        | 57,14           |
| Roxas                     | 1         | 2       | 53.461        | 184,80          |
| San Agustin               | 4         | 4       | 20.681        | 278,40          |
| San Guillermo             | 4         | 3       | 16.865        | 325,49          |
| San Isidro                | 5         | 4       | 21.387        | 71,90           |
| San Manuel                | 4         | 2       | 28.420        | 112,77          |
| San Mariano               | 1         | 2       | 44.718        | 1,469,50        |
| San Mateo                 | 2         | 3       | 57.885        | 120,60          |
| San Pablo                 | 3         | 1       | 20.561        | 637,90          |
| Santa Maria               | 4         | 1       | 20.695        | 140,00          |
| Santo Tomas               | 4         | 1       | 22.172        | 150,00          |
| Tumauini                  | 1         | 1       | 55.041        | 467,30          |